# روستیسلاو پلیات
روستیسلاو پلیات (روسی: Ростисла́в Я́нович Плятт؛ ۱۳ دسامبر ۱۹۰۸ – ۳۰ ژوئن ۱۹۸۹) یک هنرپیشه اهل روسیه بود.
از فیلم‌ها یا برنامه‌های تلویزیونی که وی در آن نقش داشته‌است می‌توان به لحظات هفده‌گانه بهاری و نبرد استالینگراد اشاره کرد.
وی همچنین برندهٔ جوایزی همچون جایزه دولتی اتحاد شوروی، نشان لنین، و جایزه هنرمند مردمی اتحاد جماهیر شوروی و هنرمند مردمی جمهوری شوروی فدراتیو سوسیالیستی روسیه شده‌است.